# Sade (banda)
Sade é uma banda inglesa, formada em Londres em 1982 e batizada com o nome de sua vocalista, Sade Adu. Além da vocalista, o grupo é composto por Stuart Matthewman (guitarra e saxofone), Paul Denman (baixo), Andrew Hale (teclado) e Paul Cook (bateria).
A banda vendeu mais de 75 milhões de discos em todo o mundo. Também, recebeu nove indicações ao Grammy Awards, vencendo quatro, em 1986, venceu na categoria de "Melhor Artista Revelação", em 1994, na categoria de "Melhor Performance de R&B de Duo ou Grupo com Vocal", por No Ordinary Love, em 2002, na categoria de "Melhor Álbum Vocal Pop" com Lovers Rock, e em 2011, também na categoria de "Melhor Performance de R&B de Duo ou Grupo com Vocal", por Soldier of Love.
Em 2024, o grupo foi indicado para inclusão no Rock and Roll Hall of Fame.

## História

### 1982-1989
A banda Sade foi formada em 1982, quando os membros de uma banda de soul latim Pride (Sade Adu, Stuart Matthewman, e Paul Spencer Denman, juntamente com Paul Anthony Cook) formaram um grupo e começaram a escrever seu próprio material. Em 1983, Andrew Hale entrou na banda, e Paul Cook deixou em 1984. A banda Sade, foi nomeada em homenagem a vocalista. Eles fizeram sua estreia em dezembro de 1982, no Ronnie Scott's Club, em Londres, com a banda Pride.  
Em maio de 1983, a banda fez seu primeiro show nos Estados Unidos, na Danceteria Club, em Nova York. Sade recebeu mais atenção da mídia e das gravadoras do que o Pride, e se separaram. Em 18 de outubro de 1983, a banda assinou  com a CBS Records, que foi absorvida por sua gravadora controladora, Epic Records, em 1986. Quando a banda estava prestes a ser lançada nos EUA, a equipe de marketing da gravadora, divulgou o nome Sade para as rádios e a mídia, pronunciando "Shar-day", o que levou a erros de pronúncia da mídia, durante todo a divulgação do primeiro álbum da banda na América do Norte.
Em 25 de fevereiro de 1984, Sade lançou seu primeiro single "Your Love Is King". Seu álbum de estreia "Diamond Life", foi lançado em 16 de julho de 1984 no Reino Unido, onde chegou ao 2º lugar, e mais tarde recebeu quatro certificados de platina pelo BPI. Após o lançamento, a banda embarcou em sua primeira grande turnê pelo Reino Unido. Em 8 de dezembro de 1984, a banda lançou seu primeiro single nos Estados Unidos "Hang on to Your Love". 
Em 1985, Sade ganhou um Brit Awards de "Melhor Álbum". Um terceiro single foi lançado, "Smooth Operator", que alavancou a carreira de Sade no mundo todo. O videoclipe da música, foi indicado a dois MTV Video Music Awards de 1985, nas categorias de "Melhor Vídeo Feminino" E "Melhor Artista Revelação". Em 13 de julho de 1985, Sade se apresentou no Live Aid no Wembley Stadium, em Londres. Sade Adu se tornou a única artista descendente de africanos a aparecer em frente ao auditório de 75.000 pessoas, e uma audiência televisiva estimada mundial de 1,4 bilhões, em 170 países. "Diamond Life" vendeu mais de 12 milhões de cópias em todo o mundo, tornando-se o álbum de estreia mais vendido de uma vocalista britânica, um recorde que durou 24 anos.
Em 4 de novembro de 1985, Sade lançou o segundo álbum "Promise" no Reino Unido (lançado em os em 21 de dezembro de 1985 nos EUA). O álbum atingiu o nº 1 no Reino Unido, e nos EUA, e recebeu certificado de platina duplo no Reino Unido, e platina quádrupla nos EUA. Em 1986, Sade ganhou seu primeiro Grammy Awards de "Melhor Artista Revelação". No mesmo ano, a banda fez sua primeira turnê mundial para promover o álbum Promise. Aumentando a banda estavam Dave Early (bateria), Martin Ditcham (percussão), Gordon Matthewman (trompete), Jake Jacas (trombone e backing vocals), Leroy Osbourne (vocais) e Gordon Hunte (guitarra). Em 28 de Junho de 1986, a banda se apresentou no Artists Against Apartheid Concert no Festival da Liberdade em Clapham Common, em Londres. 
Em 1987, a banda foi indicada a um Grammy de "Melhor Álbum R&B por um Duo ou Grupo", por Promise. 
Em 5 de abril de 1988, Sade lançou seu terceiro álbum "Stronger Than Pride", no Reino Unido (nos EUA lançado em 4 de junho de 1988). O álbum chegou ao nº 3, no Reino Unido e recebeu certificado platina pelo BPI. Ele foi precedido pelo single "Paradise", que entrou no Top 30 do Reino Unido (e no Top 20 os EUA). A banda excursionou por todo o mundo novamente, junto com Blair Cunningham (bateria), Ditcham Martin (percussão), Leroy Osbourne (vocal), Gordon Hunte (guitarra), James McMillan (trompete) e Jake Jacas (trombone e voz). 
Em 1989, Sade Adu foi indicado a um American Music Awards na categoria de "Melhor Cantora Feminina de Soul/ R&B".

### 1990-1999
Sade lançou seu quarto álbum "Love Deluxe", em 11 de novembro de 1992 no Reino Unido, e 21 de novembro nos EUA. O álbum chegou ao nº 3 na Billboard 200 dos EUA, e recebeu o certificado de Platina Quádruplo, pela RIAA. Também ficou em 6º nas paradas da Inglaterra, e recebeu certificado Ouro, pelo BPI.
Em 1993, a banda gravou um cover da música Percy Mayfield, "Please Send Me Someone to Love", para o filme vencedor do Oscar, Philadélfia, antes de lançar a sua turnê mundial Love Deluxe. Juntou-se à banda Leroy Osbourne (vocal), Gordon Hunte (guitarra), Trevor Murrell (bateria), Karl Vanden Bossche (percussão) e Rick Braun (trompete) para essa turnê.
Em 1994, venceu o Grammy de "Melhor Performance de R&B por um Duo ou Grupo" fpor "No Ordinary Love", que também entrou para a trilha do filme Proposta Indecente. Em 12 de novembro, o grupo lançou seu um álbum com os seus maiores sucessos, The Best of Sade, no Reino Unido, e em 26 de novembro nos EUA onde chegou ao nº 9 na Billboard 200, e recebeu certificado de Platina Quádruplo, pela RIAA.
Em 1996, Hale, Denman, e Matthewman formaram sua própria banda ,como um projeto paralelo, Sweetback, e lançaram seu autointitulado primeiro álbum.

### 2000-2009
Em outubro de 2000, Sade saiu da aposentadoria para se apresentar no MOBO Awards, sendo sua primeira apresentação ao vivo desde o início dos anos 1990, e começou uma onda de especulações de que um possível álbum novo. Em 13 de novembro de 2000, Sade lança seu quinto álbum de estúdio "Lovers Rock", no Reino Unido (lançado um dia depois nos EUA). O seu primeiro álbum em oito anos, chegou à posição nº 18 no Reino Unido (sendo o seu primeiro álbum de estúdio a não entrar no top 10), e recebeu certificado ouro pela BPI. Ele se saiu melhor nos EUA, chegando ao 3º lugar na Billboard 200, e também, ganhou o Grammy de "Melhor Álbum Vocal Pop" em 2002.
A banda excursionou nos EUA ao longo de 2001. A turnê resultou em um álbum ao vivo, Lovers Live, que foi lançado no Reino Unido e nos EUA em 5 de fevereiro de 2002.
Em 2005, a banda contribuiu com a faixa "Mum" no DVD Voices for Darfur.
Em 8 de dezembro de 2009, a banda lança o primeiro single do novo álbum "Soldier of Love". A faixa estreou em nº 11 na parada Urban Hot AC, tornando-o a estreia mais elevada da década, e a terceiro mais alto de todos os tempos no gráfico Urban Hot AC. O single também estreou em nº 5 na parada Airplay Smooth Jazz ao mesmo tempo, tornando-se o primeiro single com vocal a atingir o nº 1 no Smooth Jazz Top 20 Countdown. 

### 2010-2019
O sexto álbum de estúdio de Sade, "Soldier of Love" foi lançado mundialmente em 5 de fevereiro de 2010, e estreou no topo da Billboard 200, vendendo 502.000 cópias em sua primeira semana, e permaneceu em primeiro lugar na parada por três semanas.
O grupo lançou o segundo single do álbum, "Babyfather", em junho de 2010, seguido por um vídeoclipe em maio. Em 13 de abril de 2010, a banda tocou "Babyfather" e "The Sweetest Taboo" no programa de TV norte-americano Dancing With The Stars. Em setembro de 2010 o grupo anunciou as primeiras datas de sua turnê global, "Sade Live", que teve início em abril de 2011.
Em 2011, Sade recebeu seu quarto prêmio Grammy de "Melhor Performance de R&B por um Duo ou Grupo com Vocais" por Soldier of Love, e lançou um segundo álbum de grandes sucessos, "The Ultimate Collection", que chegou ao Top 10 do Reino Unido. Um novo vídeo para a faixa "Love Is Found" estreou em julho de 2011.
O álbum ao vivo, "Bring Me Home: Live 2011", foi lançado em 7 de maio de 2012. Foi filmado no Citizens Business Bank Arena em Ontário, Califórnia, em 4 de setembro de 2011, durante a turnê Sade Live.
A banda voltou em 2018, para gravar uma música para a trilha sonora do filme da Disney, A Wrinkle in Time, intitulada "Flower of the Universe", e também lançou a música "The Big Unknown" para a trilha do filme Widows.

### 2020-atualmente
Em setembro de 2020, Sade anunciou um conjunto de vinil remasterizado de seus seis álbuns. O boxset, intitulado This Far , foi lançado em 9 de outubro de 2020.
Em 2024, o grupo foi indicado para inclusão no Rock and Roll Hall of Fame.

## Membros da Banda
- Sade Adu – vocal principal (1982–presente)
- Paul S. Denman – baixo (1982-presente)
- Andrew Hale – teclados, piano (1982-presente)
- Stuart Matthewman – saxofone, guitarra (1982–presente)

Ex-membros
- Paul Anthony Cooke – bateria (1982–1984)
- Dave Early - bateria (1984–1985, falecido em 1996[34])

## Discografia

### Álbuns de estúdio
| Álbum               | Detalhes do Álbum                                                                             | Melhores posições | Melhores posições | Melhores posições | Melhores posições | Melhores posições | Melhores posições | Melhores posições | Melhores posições | Melhores posições | Melhores posições | Vendas                                       | Certificações                                                                          |
| Álbum               | Detalhes do Álbum                                                                             | RU                | AUS               | AUT               | CAN               | ALE               | HOL               | NOR               | SUE               | SUI               | US                | Vendas                                       | Certificações                                                                          |
| ------------------- | --------------------------------------------------------------------------------------------- | ----------------- | ----------------- | ----------------- | ----------------- | ----------------- | ----------------- | ----------------- | ----------------- | ----------------- | ----------------- | -------------------------------------------- | -------------------------------------------------------------------------------------- |
| Diamond Life        | - Lançamento: 21 de julho de 1984 - Formato(s): CD, LP - Gravadora(s): Epic                   | 2                 | 6                 | 1                 | 7                 | 1                 | 1                 | 20                | 18                | 1                 | 5                 | - : + 16,000,000 - : 4,900,000 - : 7,920,000 | - : 4× Platina - : 4× Platina - : 2× Platina - : Platina - : 4× Platina - : Platina    |
| Promise             | - Lançamento: 09 de novembro de 1985 - Formato(s): CD, LP - Gravadora(s): Epic                | 1                 | 9                 | 6                 | —                 | 2                 | 1                 | 6                 | 4                 | 1                 | 1                 | - : + 13,000,000 - : 4,600,000 - : 5,570,000 | - : 4× Platina - : 2× Platina - : Platina - : Platina - : Platina - : 2× Platina       |
| Stronger Than Pride | - Lançamento: 08 de maio de 1988 - Formato(s): CD, LP - Gravadora(s): Epic                    | 3                 | 11                | 6                 | —                 | 4                 | 1                 | 7                 | 2                 | 2                 | 7                 | - : + 10,000,000 - : 3,900,000 - : 3,440,000 | - : 3× Platina - : Platina - : 2× Platina - : Ouro - : Platina - : Platina - : Platina |
| Love Deluxe         | - Lançamento: 01 de novembro de 1992 - Formato(s): CD, LP - Gravadora(s): Epic                | 10                | 13                | 11                | —                 | 14                | 10                | —                 | 7                 | 6                 | 3                 | - : + 10,000,000 - : 4,700,000 - : 2,910,000 | - : 4× Platina - : Platina - : Platina - : Platina - : Ouro - : Ouro                   |
| Lovers Rock         | - Lançamento: 14 de novembro de 2000 - Formato(s): CD, LP - Gravadora(s): Epic                | 18                | 28                | 5                 | 13                | 4                 | 20                | 5                 | 2                 | 6                 | 3                 | - : + 9,000,000 - : 4,300,000 - : 2,320,000  | - : 3× Platina - : Platina - : Platina - : Ouro - : Ouro - : Platina                   |
| Soldier of Love     | - Lançamento: 08 de fevereiro de 2010 - Formato(s): CD, digital download - Gravadora(s): Sony | 4                 | 4                 | 2                 | 1                 | 2                 | 2                 | 7                 | 1                 | 1                 | 1                 | - : + 5,000,000 - : 1,500,000 - : 1,000,000  | - : Platina - : Ouro - : 2× Platina - : Ouro - : Ouro - : Platina                      |

### Ao vivo
- (1994) Sade Live
- (2002) Lovers Live
- (2012) Bring Me Home - Live 2011

### Compilações
- (1993) Remix Deluxe
- (1994) The Best of Sade
- (2011) The Ultimate Collection

### EPs
- (1993) Remix Deluxe